# Petrivka, Novovoronțovka
Petrivka (în ucraineană Петрівка) este un sat în comuna Hreșcenivka din raionul Novovoronțovka, regiunea Herson, Ucraina.

## Demografie
Componența lingvistică a localității Petrivka
     Ucraineană (97,25%)
     Rusă (2,75%)
Conform recensământului din 2001, majoritatea populației localității Petrivka era vorbitoare de ucraineană (97,25%), existând în minoritate și vorbitori de rusă (2,75%).